# 장유화
장유화(중국어: 張友驊, 병음: Zhāng Yôuhúa, 한자음: 장우화, 1954년 12월 10일~2024년 10월 11일)는 중화민국의 평론가이다.

## 학력
- 국립 장화 고급중학
- 중국 문화 대학 역사학과